# Canton (Wisconsin)
Canton – miasto w Stanach Zjednoczonych, w stanie Wisconsin, w hrabstwie Buffalo.